# Мандарини
„Мандарини“ (на естонски: Mandariinid) е естонско-грузински военен филм от 2013 година на режисьора Заза Урушадзе по негов собствен сценарий.
Сюжетът на филма е базиран войната от 1992 – 1993 г. в Абхазия (Грузия), заради която много естонци, живеещи от столетие по тези земи са принудени да напуснат домовете си. Иво и Маргус остават в градчето, за да оберат узрелите мандарини. Оказват се в центъра на кръстосан огън между две враждуващи военни групи. Спасяват двама от войниците – Ахмед, чеченски наемник и Нико, който е грузинец.

## Награди и номинации
- Оскар 2015 – Номинация за най-добър чуждоезичен филм
- Златен глобус 2015 – Номинация за най-добър чуждоезичен филм
- Бари 2014 – Наградата в международния конкурс Йерусалим 2014
- Специална награда „Духът на свободата“ за най-добър филм
- Манхайм-Хайделберг 2014 – Наградата на публиката
- Специалната награда Награди Сателит 2014, номинация за най-добър чуждестранен филм
- Талин 2013, номинация за Голямата награда Варшава 2013